# Onosma haussknechtii
Onosma haussknechtii är en strävbladig växtart som beskrevs av Joseph Friedrich Nicolaus Bornmüller. Onosma haussknechtii ingår i släktet Onosma och familjen strävbladiga växter. Inga underarter finns listade i Catalogue of Life.